# Звичайні люди (фільм, 1980)
«Звичайні люди» (англ. Ordinary People) — американський драматичний фільм, знятий Робертом Редфордом за однойменним романом Джудіт Гест. Прем'єра стрічки в США відбулась 19 вересня 1980 року. Фільм розповідає про стосунки в родині, після того, як старший з трьох синів процвітаючого адвоката гине в результаті безглуздої випадковості.

## У ролях
- Дональд Сазерленд — Келвін Джарретт
- Мері Тайлер Мур — Бет Джарретт
- Тімоті Гаттон — Конрад Джарретт
- Джадд Гірш — доктор Тайрон Бергер
- Елізабет Макговерн — Джанін Пратт
- Майкл Еммет Волш — тренер Салан
- Фредрік Лене — Лазенбі
- Адам Болдвін — Кевін

## Визнання
| Нагороди та номінації фільму «Звичайні люди» | Нагороди та номінації фільму «Звичайні люди» | Нагороди та номінації фільму «Звичайні люди» | Нагороди та номінації фільму «Звичайні люди» | Нагороди та номінації фільму «Звичайні люди» | Нагороди та номінації фільму «Звичайні люди» |
| Рік                                          | Кінопремія / Кінофестиваль                   | Категорія / Нагорода                         | Номінант                                     | Результат                                    |                                              |
| -------------------------------------------- | -------------------------------------------- | -------------------------------------------- | -------------------------------------------- | -------------------------------------------- | -------------------------------------------- |
| 1981                                         | Премія «Оскар»                               | Найкращий фільм                              | «Звичайні люди»                              | Перемога                                     |                                              |
| 1981                                         | Премія «Оскар»                               | Найкращий режисер                            | Роберт Редфорд                               | Перемога                                     |                                              |
| 1981                                         | Премія «Оскар»                               | Найкраща жіноча роль                         | Мері Тайлер Мур                              | Номінація                                    |                                              |
| 1981                                         | Премія «Оскар»                               | Найкращий адаптований сценарій               | Елвін Сарджент                               | Перемога                                     |                                              |
| 1981                                         | Премія «Оскар»                               | Найкраща чоловіча роль другого плану         | Тімоті Гаттон                                | Перемога                                     |                                              |
| 1981                                         | Премія «Оскар»                               | Найкраща чоловіча роль другого плану         | Джадд Гірш                                   | Номінація                                    |                                              |